# St. Vincentius (Beeck)

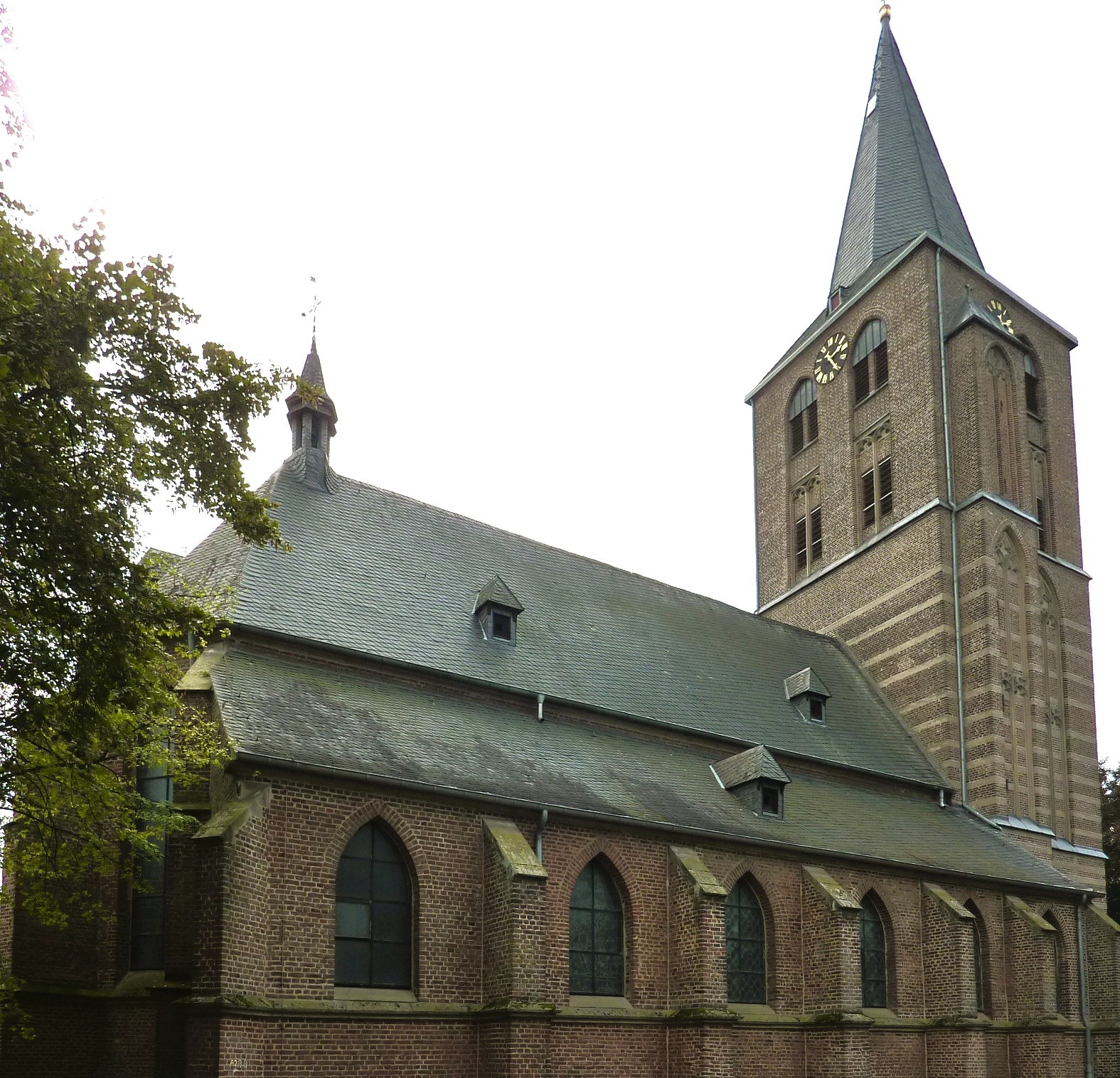
Alter Teil von St. Vincentius in Beeck

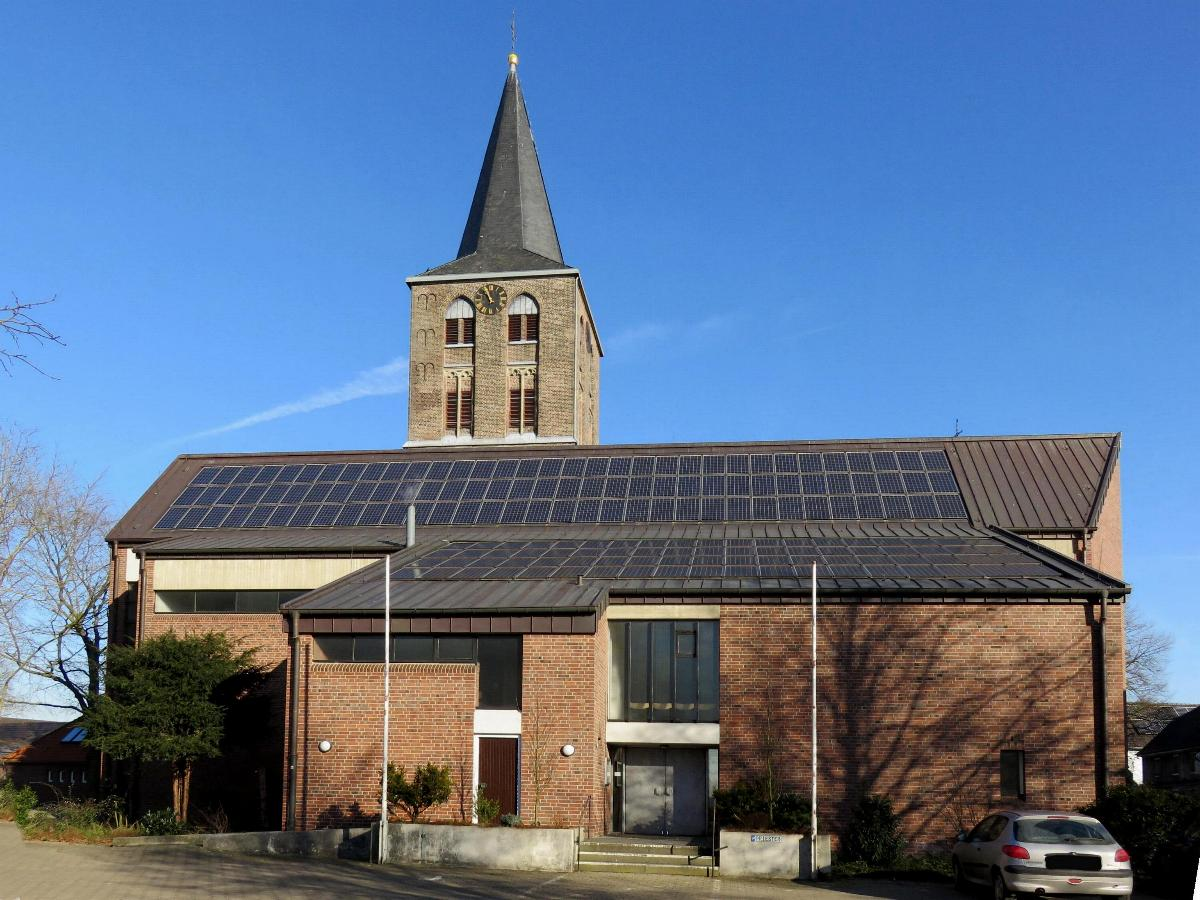
Neuer Teil von St. Vincentius

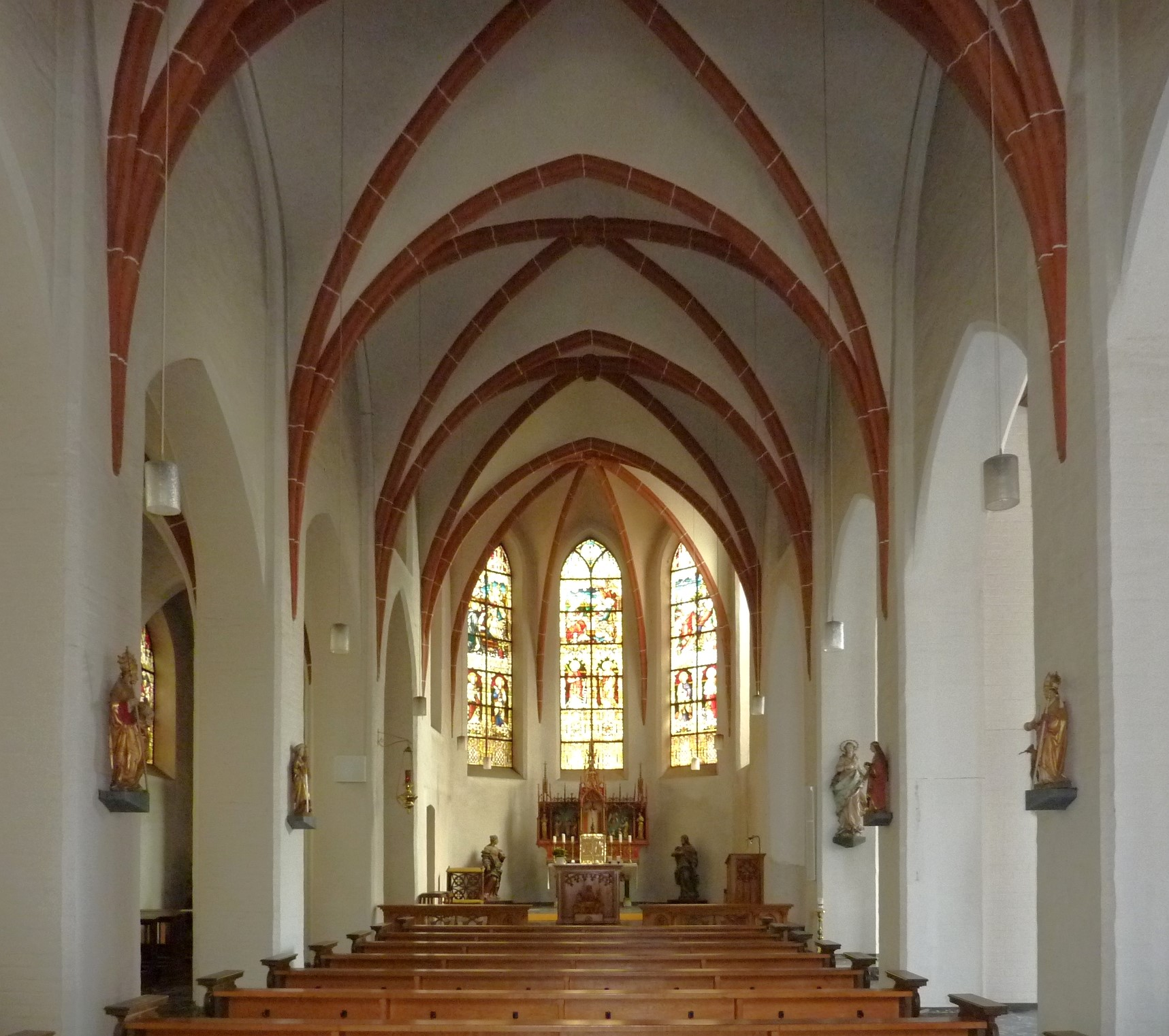
Innenraum, alter Teil

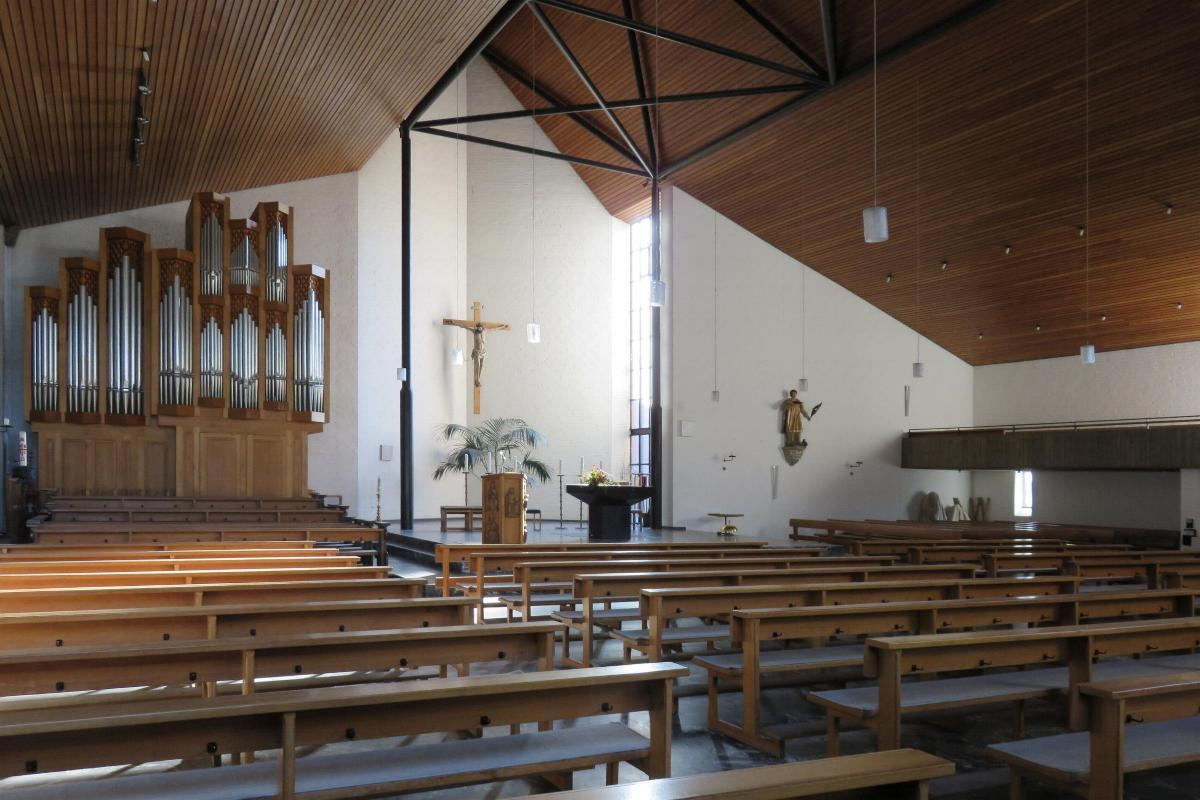
Innenraum, neuer Teil

St. Vincentius ist die römisch-katholische Filialkirche des Ortsteils Beeck der Stadt Wegberg im Kreis Heinsberg (Nordrhein-Westfalen).
Sie ist unter Nummer 9 in die Liste der Baudenkmäler in Wegberg eingetragen.

## Geschichte

### Kirchengebäude
Das Beecker Gotteshaus besteht aus einem alten und einem neuen Teil. Die Alte Kirche ist ein Bau des 15. und 16. Jahrhunderts. Das heutige Mittelschiff stammt aus der ersten Hälfte des 15. Jahrhunderts. An diese damalige Saalkirche wurde zwischen 1460 und 1470 der sechsgeschossige Glockenturm, dessen Höhe heute 65 Meter misst, und ein weiteres westliches Joch angebaut. Um 1500 erhielt die alte Kirche ihre endgültige Gestalt durch die Anfügung von zwei Seitenschiffen an der Nord- und Südseite des Langhauses. Somit war St. Vincentius eine dreischiffige Stufenhallenkirche mit vorgebautem Glockenturm und dreiseitig geschlossenem Chor im Baustil der Spätgotik. 1895 wurden noch zwei Sakristeien an der Nord- und Südseite des Chores mit einem verbindenden Chorumlauf angebaut.
Zwischen 1965 und 1970 erhielt die Beecker Kirche ihre heutige Gestalt, denn in diese Jahre fällt die Erweiterung nach Plänen des Krefelder Architekten Karl Otto Lüfkens. Im Vorfeld der Erweiterung wurde das südliche Seitenschiff, welches aus der Zeit um 1500 stammte, abgebrochen. Außerdem wurde der Chorumlauf und die nördliche Sakristei abgebrochen. Somit konnte rechtwinklig zum alten Mittelschiff die neue Kirche angebaut werden. Diese einschiffige Kirche mit rechteckigem Chor im Osten ist durch die Seitenschiffbögen der alten Kirche mit dieser direkt verbunden. Die Weihe erfolgte am 29. Mai 1971.

### Pfarre
Beeck war vermutlich schon vor dem 15. Jahrhundert eigenständige Pfarrei. Bis um 1800 gehörte auch Rath-Anhoven als Filiale zur Beecker Pfarre. Bis zur Auflösung der Pfarre gehörten zu Beeck noch die Filialen  Holtum mit der Wallfahrtskapelle Mariä Heimsuchung und Kipshoven mit der Heilig-Kreuz-Kapelle.
Seit dem 1. Januar 2013 ist Beeck keine eigenständige Pfarrgemeinde mehr. Die Pfarre wurde mit einigen anderen ehemaligen Pfarreien zur Pfarre St. Martin Wegberg fusioniert. Seitdem ist St. Vincentius eine Filialkirche dieser neuen Großpfarre.

## Ausstattung
Im Innenraum des alten Kirchenteils befindet sich ein neugotischer Hochaltar, sowie einige bemalte Heiligenfiguren, die zum Teil aus der Zeit des Rokoko stammen. Die Fenster sind Werke der Düsseldorfer Glasmalereiwerkstatt Gassen und Blaschke und wurden um das Jahr 1895 eingesetzt. Im Neubau befinden sich ebenfalls einige historische Heiligenfiguren, sowie ein hölzerner Kreuzweg, der aus dem alten Kirchenteil übernommen wurde. Die Orgel ist ein Werk der Werler Orgelbaufirma Gebr. Stockmann von 1988 und besitzt 24 Register auf zwei Manuale und Pedal verteilt. An der gegenüberliegenden Seite, der Westwand des Neubaus, steht ein Orgelpositiv der niederländischen Orgelbauwerkstatt Verschueüren aus dem Jahr 1967.
An der Westwand hängen zwölf Gemälde, Christus und 11 Apostel. Die Gemälde sind Eigentum der St. Sebastianus-Schützenbruderschaft e. V. Sie wurden von den seinerzeitigen Schützenkönigen gestiftet.

## Glocken
Glocken 1–4 sind Stahlglocken und Glocken 5–6 sind Bronzeglocken.
| Nr. | Name                  | Durchmesser (mm) | Masse (kg, ca.) | Schlagton (HT-1/16) | Gießer                                          | Gussjahr        |
| --- | --------------------- | ---------------- | --------------- | ------------------- | ----------------------------------------------- | --------------- |
| 1   | Dreifaltigkeitsglocke | 2.090            | 3.870           | gis0 +-0            | Bochumer Verein für Gußstahlfabrikation, Bochum | 1951            |
| 2   | große Marienglocke    | 1.800            | 2.230           | h0 +2               | Bochumer Verein für Gußstahlfabrikation, Bochum | 1951            |
| 3   | Michaelisglocke       | 1.604            | 1.525           | cis' -2             | Bochumer Verein für Gußstahlfabrikation, Bochum | 1951            |
| 4   | Friedensglocke        | 1.350            | 930             | e' -3               | Bochumer Verein für Gußstahlfabrikation, Bochum | 1951            |
| 5   | Vincentiusglocke      | 1.144            | 950             | fis' +-0            | Juan Pirung                                     | 1716            |
| 6   | kleine Marienglocke   | 1.027            | 658             | gis' -2             | Unbekannt                                       | 14. Jahrhundert |

Motiv: Beuroner Geläutemotiv
Die Kirche besitzt mit der großen Glocke die größte, tontiefste und schwerste (Stahl-)Glocke im Kreis Heinsberg.
Die Namen der Glocken wurden bei einer Turmbesteigung erlesen und somit festgehalten.